# パパ大好き!
『パパ大好き!』（パパだいすき）は、TBS系列局とテレビ山口（当時フジテレビ系列とのクロスネット局）で放送されていたTBS製作のトークバラエティ番組である。TBS系列局では1987年4月9日から同年9月24日まで、毎週木曜 19:20 - 19:58 （日本標準時）に放送。

## 概要
一般家庭の父親と子供が参加していた視聴者参加型番組で、TBSラジオでお馴染みのコサキンコンビが司会を務めていた。テーマ音楽の作曲者は細野晴臣。
番組は主に参加親子と小堺たちのトークで進行。番組のラストには、後述するハワイ旅行を懸けてのチャレンジゲームを行っていた。

## チャレンジゲーム
サイコロを3つ使って行うゲーム。
まずサイコロを3つすべて転がし、一番多い目を「第1の目」として除ける（同じ数の目が2つ以上あっても1つのみを選択除去）。次に残った2つを転がし、多い方の目を「第2の目」として除ける。そして最後に残った1つを転がし、この目を「第3の目」とする。（第1の目＋第2の目）×第3の目で得点を算出し、その点に合った賞品が参加親子に贈られた。さらに最高得点を出すと天井から大量の紙吹雪が降り、ハワイ旅行が贈られた。

## エピソード
参加親子とのトークの前には小堺と関根によるつかみのトークがあったが、「日本の妖怪」をネタにした際に関根が清川虹子を妖怪呼ばわりしてしまった。そのため、後で小堺がその事について謝罪した。
| TBS系列 木曜 19:20 - 19:58                                  | TBS系列 木曜 19:20 - 19:58                   | TBS系列 木曜 19:20 - 19:58                                                                                                  |
| 前番組                                                      | 番組名                                       | 次番組 |
| ----------------------------------------------------------- | -------------------------------------------- | --- |
| 加ト茶の史上最大の作戦!! （1986年11月13日 - 1987年3月26日） | パパ大好き! （1987年4月9日 - 1987年9月24日） | いい旅・日本 （1987年10月8日 - 1991年3月28日） ※19:00 - 19:30ヨーシいくぞ! （1987年10月8日 - 1988年1月14日） ※19:30 - 19:58 |